# Äijäjärvi (Karesuando socken, Lappland, 757087-177433)
Äijäjärvi är en sjö i Kiruna kommun i Lappland och ingår i Torneälvens huvudavrinningsområde. Sjön har en area på 0,132 kvadratkilometer och ligger 424 meter över havet.

## Delavrinningsområde
Äijäjärvi ingår i det delavrinningsområde (757075-177523) som SMHI kallar för Utloppet av Kultamajärvi. Medelhöjden är 448 meter över havet och ytan är 18,59 kvadratkilometer. Det finns inga avrinningsområden uppströms utan avrinningsområdet är högsta punkten. Vattendraget som avvattnar avrinningsområdet har biflödesordning 4, vilket innebär att vattnet flödar genom totalt 4 vattendrag innan det når havet efter 362 kilometer. Avrinningsområdet består mestadels av skog (82 procent) och sankmarker (13 procent). Avrinningsområdet har 0,85 kvadratkilometer vattenytor vilket ger det en sjöprocent på 4,6 procent.